# Policy inquiry
La policy inquiry è una delle metodologie di indagine proprie della più generica analisi delle politiche pubbliche. Tale strumento metodologico nasce in reazione agli affondi subiti dall'approccio razionale di analisi (Analisi razionale delle politiche pubbliche).
Il termine inquiry riceve dignità scientifica dopo che Dewey gli attribuisce un significato ben più ampio di quello della comune “investigazione”, attribuendo a questo concetto una duplice tensione: conoscenza del mondo / propensione a modificarlo.
La policy inquiry deve riflettere tutta la complessità e la confusione del mondo politico.
Caratteristica della policy inquiry è il disincanto per cui appare fuorviante ricercare una procedura standard per tutte le analisi (come l'ARP pure si propone), in quanto volendo pervenire a una rappresentazione realistica di quello che succede bisogna tenere conto dei diversi attori, anche quelli che tradizionalmente non sono presi in considerazione come gli utenti finali o i cittadini. Quindi obiettivo primario dell'analista che sfrutti questo approccio, non è più capire come fare una politica pubblica, ma come fare a capirla.

## L'affermazione del metodo
Le origini di questa metodologia risalgono già ai tempi della stesura della costituzione USA, in cui Hamilton e Madison incorporarono già il concetto di "equilibrio" basato su pesi e contrappesi (sia a livello di divisione dei poteri che nel senso federale).
Il concetto portante che in questo modo veniva a presentarsi nella cultura americana è il fatto di non ritenere ottimale tanto la convergenza delle opinioni quanto l'ampiezza del loro confronto, contesto fondamentale a tenere viva e proficua una democrazia. Le stesse think tank non si basano solo sul pragmatismo, ma anche sulla fiducia nella dissonanza delle idee e l'importanza del mercato come medium per la circolazione delle conoscenze.
In seguito all'affermarsi della policy inquiry nasce una nuova scienza dell'amministrazione resa evidente dalla crescita delle agenzie regolative che hanno ormai cambiato profondamente le modalità di gestione del settore pubblico per cui si afferma l'idea dell'impossibilità, in una democrazia, di analizzare la pubblica amministrazione come una mera macchina, separata dalla politica (politics).
Una delle novità introdotte con questa impostazione è la rivalutazione degli interessi organizzati per cui si ritiene che anche i destinatari delle politiche pubbliche (Policy takers) possano avere attrezzi e risorse sufficienti per ribaltare scelte già adottate dalle amministrazioni rappresentative senza peraltro uscire dalla legalità.
Gli anni 1960 sono segnati da un radicale disincanto in seguito alle grandi delusioni lasciate dalla eccessiva forbice riscontrata tra le promesse e le realizzazioni dell'operato degli scienziati sociali tanto da favorire il ripensamento in termini nuovi dei problemi legati all'implementazione.
Tale situazione fu da premessa per la tendenza neoliberista degli anni 1980 che trovò negli USA e in GB vasto consenso e applicazione attraverso vasti processi di privatizzazione. La nuova impostazione segue lo schema "bottom-up" assegnando alle comunità locali e agli ultimi anelli istituzionali un ruolo fondamentale per la concreta risoluzione dei problemi in una chiave dunque apertamente anti-manageriale. Concretamente, il verificati di nuovi sprechi e nuovi problemi legati proprio alle nuove agenzie di controllo sorte precedentemente, si è ritenuto che realisticamente solo chi è a diretto contatto con i problemi è qualificato a risolverli.
L'idea di governo digitale prende spunto proprio da questa visione, per cui le nuove tecnologie permetterebbero di coprire il problema della realizzazione di un circuito bottom-up, facendo della rete (internet) il medium fondamentale per risolvere i problemi di policy.

## Risorse teoriche e metodologiche
La conoscenza a differenza della mera raccolta di dati e di informazioni ha implicita una tensione a ridurre la forbice tra le cose come sono e come invece vorremmo che fossero. Fare le politiche pubbliche appartiene appunto a questo tipo di attività. Ma affinché si tratti di una conoscenza capace di aiutare il policy making bisogna riscontrare due caratteristiche principali: 1 capire i contesti culturali, politici e sociali che modellano i significati delle idee che circolano in una società; 2 deve essere orientata all'azione e alla trasformazione del presente per evitare di cadere nel condizionamento dallo status quo.
Vi sono diversi rischi nel procedere in questa direzione, i più visibili sono: 
- Il paradigma razionale deve essere ridimensionato (Rispetto all'ARP) perché è impossibile raccogliere “razionalmente” tutte le informazioni rilevanti di una politica, del resto se così non fosse renderebbe sovrumano questo tipo di studi; La razionalità deve infatti accettarsi come “limitata”, “antisinottica”;

- Il costruttivismo sociale evidenzia che le idee che ci facciamo delle situazioni non sono semplici e meccaniche riproduzioni della realtà, ma piuttosto sono il risultato di un processo di astrazione e ricombinazione con un'impronta marcatamente sociale. La policy inquiry ben svolta dovrà infatti curare non solo la soluzione del problema pubblico, ma anche una certa interpretazione delle norme e dei valori della società in cui avviene la ricerca. La prospettiva dunque cambia profondamente rispetto al precedente metodo di analisi (ARP), dato che l'esperienza umana non è più vista come la capacità di raggiungere degli obiettivi, ma come la capacità di rendere conto, di interpretare le scelte passate.

Un'altra traccia che esprime la distanza della PI dagli altri approcci è dovuta alla teoria dei policy frames, dove per frames si intendono le strutture cognitive cui facciamo ricorso per ricondurre l'ignoto al noto. L'idea è insomma che l'intelaiatura con cui organizziamo le informazioni meriti grande attenzione.
Il federalismo è una componente fondamentale di questa visione, insieme alla valorizzazione di tutte le forme di coordinamento dal basso al contrario dell'ARP che al massimo può giungere a concepire il decentramento. È infatti l'ordine posto dall'alto più che il caos ad essere guardato con sospetto secondo gli analisti di questo approccio.
Anche il concetto di pubblico viene definito in termini peculiari, per cui non è contrapposto al privato, ma si tratta di due fondamentali forme di coordinamento: la prima strutturata e la seconda spontanea. Le amministrazioni infatti possono consentire ai cittadini di plasmare il mercato secondo le proprie esigenze e i propri valori.
A differenza dell'ARP, la policy inquiry non guarda ai processi di formazione delle politiche come un susseguirsi di fasi temporali, piuttosto evidenzia che una politica pubblica trova una direzione solo attraverso una serie indeterminata di passaggi tra un numero indefinito di attori (di cui nessuno è probabilmente decisivo, mentre molti possono contribuire a sospingerla da una parte o dall'altra). Si ha infatti una idea circolare del processo, per cui ogni punto può essere visto come la chiusura di un percorso e l'inizio di un altro.
Vi è anche una certa interpretazione della teoria del “garbage can” secondo cui problemi, decisioni e attori si ammassano nel tempo e talvolta, a certe condizioni, producono una politica pubblica.

## Coordinate per la ricerca
La policy inquiry mantiene il suo autonomo percorso rispetto ai paradigmi della razionalità economica, limitata e del costruttivismo sociale grazie al suo netto orientamento alla pratica, tanto da fare orgogliosamente suo il pregiudizio a favore dell'azione e della sperimentazione.
Inoltre questo schema analitico non si prefigge di giungere alla verità assoluta, ma consapevole dei suoi limiti, mantiene un'impostazione dinamica che mira a politiche reversibili non appena è possibile fare un ulteriore passo in avanti.
L'apprendimento è il fondamentale passaggio di questo tipo di analisi, perché l'applicazione di politiche imperfette produce un utile bagaglio di informazioni per migliorare la stessa politica, mentre la valutazione ex ante, senza applicazione eliminerebbe questa risorsa.